# Фонд Шовкового шляху
Фонд Шовкового шляху (англ. The Silk Road Fund) — китайський інвестиційний фонд, що займається інвестиціями в інфраструктурні проекти країн вздовж Одного поясу, одного шляху, Новий шовковий шлях та Морського Шовкового шляху.

## Інвестиції
До серпня 2017 року цільові інвестиції Фонду Шовкового шляху становили 6 млрд доларів США, а інвестиції в акціонерний капітал складали майже 80 %, за словами голови Цзін Ци, на травень 2017 року кількість інвестованих проєктів становила 15. Загальний розмір фонду становить близько 40 мільярдів доларів США.